# Statens Istjeneste
Statens Istjeneste er en tidligere statslig institution, der havde ansvaret for at oplyse om issituationen i danske farvande samt at disponere over statens isbrydere. 
Institutionen blev etableret i 1937 som Statens Isbrydnings- og Ismeldingstjeneste. Tidligere havde opgaverne været placeret hos Handelsministeriets kontor for søfart. I 1988 blev Statens Istjeneste underlagt Søfartsstyrelsen, og siden 1996 har dens opgaver været varetaget af Søværnet. 